# Crispiano
Crispiano é uma comuna italiana da região da Puglia, província de Taranto, com cerca de 12.602 habitantes. Estende-se por uma área de 111 km², tendo uma densidade populacional de 114 hab/km². Faz fronteira com Grottaglie, Martina Franca, Massafra, Montemesola, Statte.

## Demografia
| Variação demográfica do município entre 1861 e 2011                               |
|                                                                                   |
| Fonte: Istituto Nazionale di Statistica (ISTAT) - Elaboração gráfica da Wikipedia |